# Горизонт (Костопіль)
«Горизо́нт» — аматорський футбольний клуб з міста Костополя Рівненської області, заснований у 1981 році. Виступає у 2-й лізі Чемпіонату Рівненської області з футболу. Кольори форми: зелено-білі (домашня) або червоно-чорні (на виїзді).

## Історія клубу

Колишня емблема клубу

Перша футбольна команда в Костополі з'явилася у 1981 році.
У 2005 році, коли команда переживала великі фінансові проблеми, змінилося її керівництво. Саме з цього моменту починається історія нової костопільської команди, так би мовити – історію було прийнято почати з чистого листа. Тренувати команду був запрошений досвідчений спеціаліст Шибковський Анатолій Олегович. Також було запрошено ряд молодих гравців, таких як Дмитро Українець (захисник), Роман Дацюк (нападник), Сергій Степанюк (капітан) та інші. Саме їм було довірено будувати нову команду. Відразу у тому ж сезоні (2005-2006) команда здобула 4-те місце у 2-й лізі Чемпіонату Рівненської області.
З 2012 року виступає в футзальних лігах Рівненщини.
Так в тому ж 2012 виступаючи в Другій лізі відкритого чемпіонату Рівного з  футзалу зайняла Перше місце і підвищилася у класі.
З 2013 по 2016 роки виступала в Першій лізі Відкритого чемпіонату Рівного з футзалу, де займала неодноразово призові місця. Також триразовий фіналіст Кубку Мера Рівного з футзалу, учасник Суперкубку з футзалу. Чемпіон Області 2016 року та неодноразовий фіналіст. 
З 2016 року виступає в РАФЛ. Учасник Всеукраїнського фіналу АФЛУ в м. Дніпро

## Найвищі досягнення
Чемпіон Рівненської Аматорської футзальної ліги 2016/17 рр

## Склад команди
Склад команди (станом на 12 квітня 2009 року)
| №            | Футболіст                         | Дата народження   | Країна   |
| Воротарі     | Воротарі                          | Воротарі          | Воротарі |
| ------------ | --------------------------------- | ----------------- | -------- |
| 1            | Ревягін Ілля Михайлович           | 23 вересня 1990   | Україна  |
| 22           | Попович Олександр                 | 7 березня 1989    | Україна  |
| 30           | Дідух Микола Леонідович           | 18 листопада 1982 | Україна  |
| Захисники    |                                   |                   |          |
| 2            | Прищепа Олександр Євгенійович     | 30 грудня 1983    | Україна  |
| 4            | Мамчур Олександр Володимирович    | 17 лютого 1987    | Україна  |
| 6            | Рабешко Дмитро Олександрович      | 27 червня 1987    | Україна  |
| 9            | Демчук Олексій Андрійович         | 29 березня 1984   | Україна  |
| 12           | Українець Дмитро Володимирович    | 19 листопада 1983 | Україна  |
| 7            | Степанюк Сергій Олександрович (к) | 23 березня 1984   | Україна  |
| Півзахисники |                                   |                   |          |
| 3            | Попович Іван Андрійович           | 6 липня 1990      | Україна  |
| 8            | Супрунець Павло Миколайович       | 10 липня 1984     | Україна  |
| 13           | Джебженяк Вадим Ігорович          | 31 травня 1989    | Україна  |
| 15           | Парфенюк Андрій Миколайович       | 1 грудня 1991     | Україна  |
| 16           | Чудля Віктор                      | 14 листопада 1992 | Україна  |
| 17           | Салаган Олександр Миколайович     | 28 лютого 1988    | Україна  |
| 23           | Попович Іван Юрійович             | 1 травня 1986     | Україна  |
| Нападники    |                                   |                   |          |
| 10           | Дацюк Роман Михайлович            | 7 вересня 1988    | Україна  |
| 11           | Майдачевський Володимир Юрійович  | 12 квітня 1987    | Україна  |
| 19           | Хомич Володимир Анатолієвич       | 20 листопада 1988 | Україна  |

## Галерея зображень

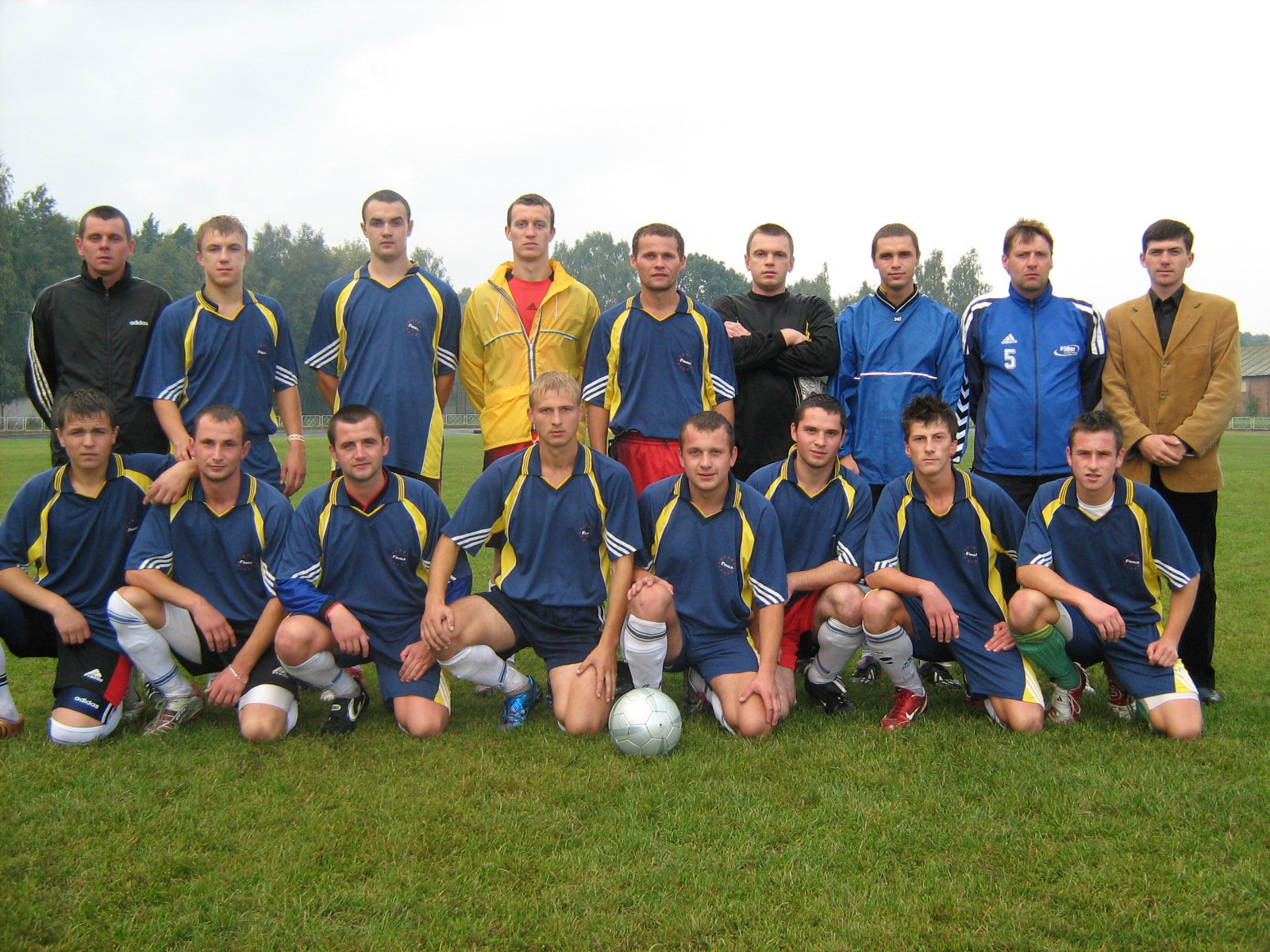
ФК «Горизонт» перед матчем з ФК «Квасилів», 2007 р.
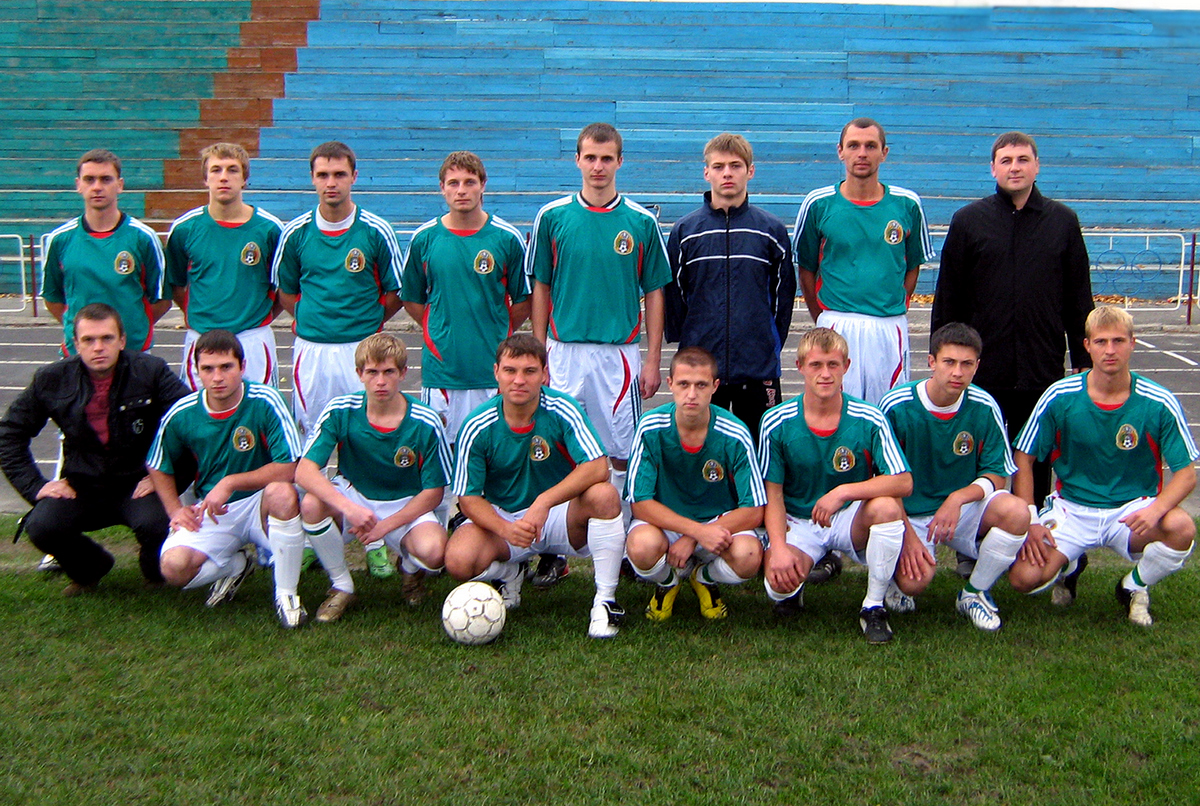
ФК «Горизонт» перед матчем з ФК «Квасилів», 2008 р.
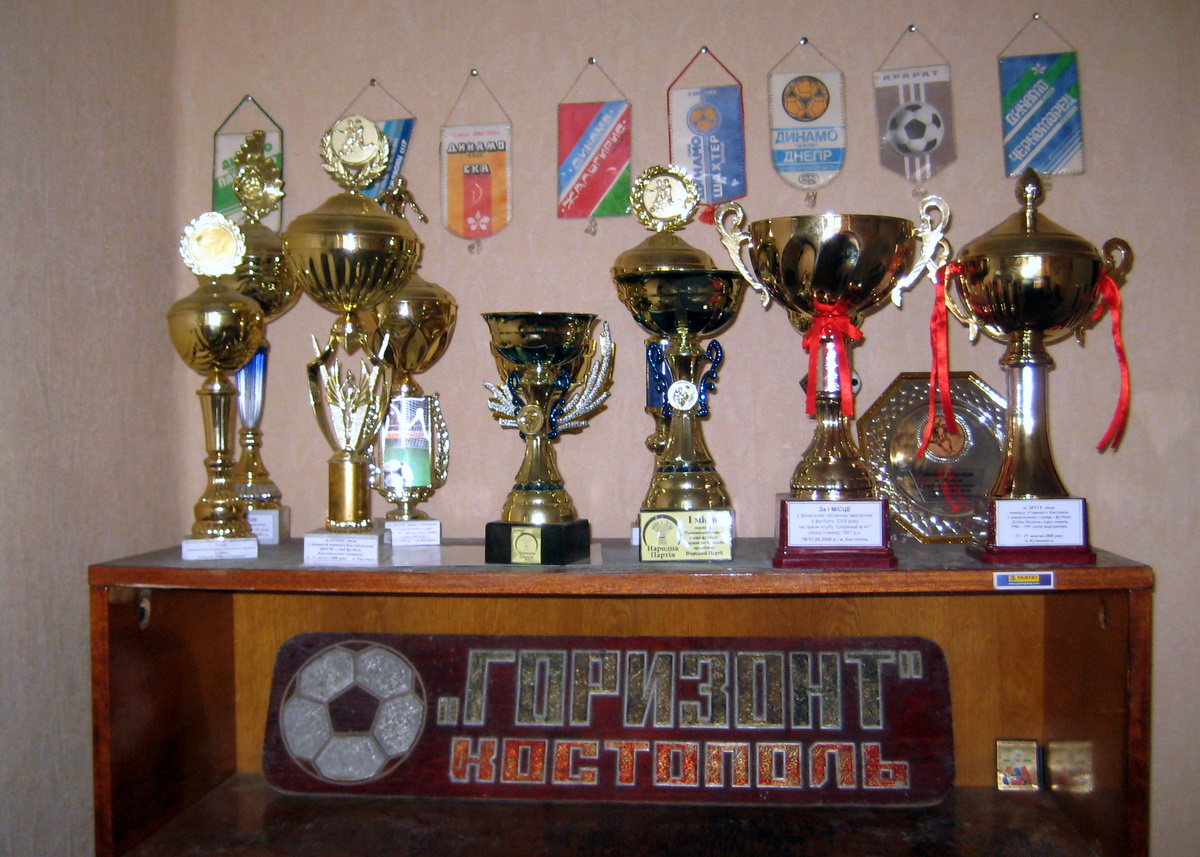
Здобуті клубом трофеї
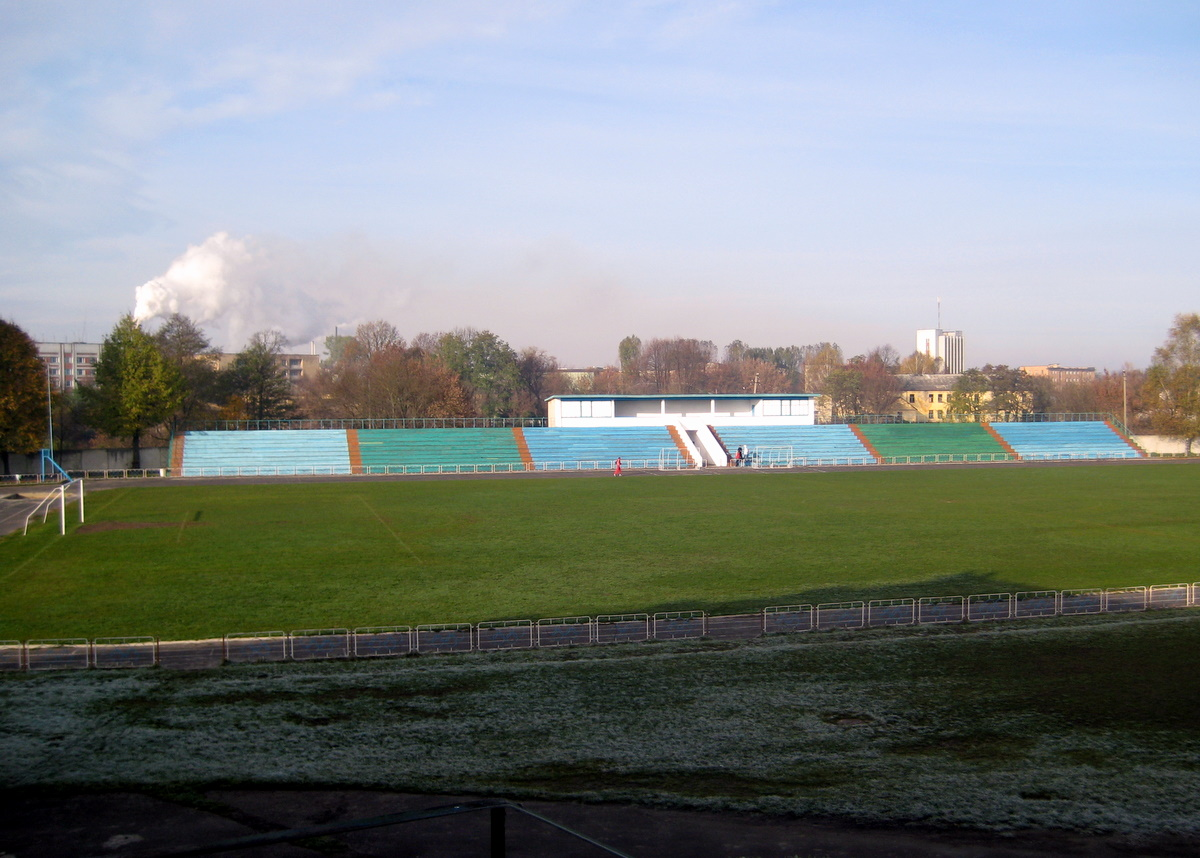
Стадіон «Колос» – домашня арена ФК «Горизонт»